# 聖城公開大學
聖城公開大學（阿拉伯语：جامعة القدس المفتوحة）是一所獨立的遙距教育公立大學。該大學於1991年由巴勒斯坦解放組織頒令設立。
聖城公開大學是巴勒斯坦阿拉伯人創立的首個公開進修院校。該大學擁有60,000名學生，分佈於該校在約旦河西岸及加沙走廊的19個學習中心。
2023年加沙戰爭期间，以色列的轰炸摧毁了该大学位于加沙地带的设施。

## 学院
该大学设有七个本科院系，授予文学学士或理学学士学位：
- 技术与应用科学学院
- 农学院
- 社会与家庭发展学院
- 管理与经济科学学院
- 媒体学院
- 艺术学院
- 教育科学学院

2015–2016学年，大学成立了研究生院。该院提供以下专业的硕士学位：
- 阿拉伯语言与文学
- 心理与教育咨询
- 数字商务管理
- 政治学
- 教育技术与电子学习
- 战略管理与领导力
- 应用人力资源管理
- 管理与公共政策
- 信息技术
- 特殊教育
- 教育监督与行政管理
- 社会工作
- 社会科学教学
- 伊斯兰教宣教学与国际关系
- 家庭咨询与指导
- 应用市场营销管理
- 会计与金融
- 媒体机构管理
- 信息技术

大学还宣布计划在未来设立更高层次的研究生学校。

## 大学中心
该大学在巴勒斯坦领土内设有六个中心，具体如下：
- 信息与通信技术中心（ICTC）– 负责技术开发，将大学所有行政、教学、财务和生产工作实现计算机化。
  - ICTC 拥有巴勒斯坦规模最大的计算机网络，是国际专业证书的认可考试中心，并已将大部分系统和课程实现数字化。该网络由巴勒斯坦发展门户合作建设，并由联合国开发计划署下属的巴勒斯坦人民援助计划提供资助。

- 继续教育中心（CEC）– 致力于将学术知识与实践经验相结合。
- 数字学习中心 – 专注于在线教育资源的开发与推广，支持电子学习平台的设计与实施。

## 成就
- 2015年世纪国际金质时代商业倡议方向奖（付费奖项）。[6][7]

## 外部連結
- University homepage （页面存档备份，存于） （阿拉伯語）
- homepage （页面存档备份，存于） （阿拉伯語）
- University homepage 的存檔，存档日期2012-04-05.
- The Roles of Palestinian Intellectuals in Israel and the Occupied Palestinian Territories: a project of the Alternative Information Center and Open University
- Canada （页面存档备份，存于）
- Management Role of al Quds Open University （页面存档备份，存于）

31°54′47″N 35°11′58″E / 31.91306°N 35.19944°E